# Rafik Djebbour
Rafik Zoheir Djebbour (ur. 8 marca 1984 w Grenoble) – algierski piłkarz grający na pozycji napastnika.Posiada także obywatelstwo francuskie.

## Kariera klubowa
Djebbour urodził się w Grenoble w rodzinie pochodzenia algierskiego. Karierę piłkarską rozpoczął w Auxerre w klubie AJ Auxerre. Jego zawodnikiem był do lata 2004 roku, ale nie przebił się do pierwszej drużyny i występował jedynie w amatorskich rezerwach. Następnie odszedł do belgijskiego RAA Louviéroise. 14 sierpnia 2004 zadebiutował w Jupiler League w wygranym 2:1 meczu z Cercle Brugge i w debiucie zdobył gola. Łącznie w sezonie 2004/2005 strzelił 3 gole w 21 meczach.
Latem 2005 roku Djebbour wyjechał do Grecji i został piłkarzem Ethnikosu Asteras, grającego w Beta Ethniki. W rundzie jesiennej sezonu 2005/2006 strzelił 11 goli i zimą 2006 został sprzedany do pierwszoligowego Atromitosu Ateny. 12 lutego 2006 rozegrał pierwsze spotkanie w ekstraklasie greckiej, zremisowane 1:1 z Apollonem Kalamaria. W Atromitosie grał do końca 2006 roku.
Na początku 2007 roku Algierczyk został piłkarzem Panioniosu GSS. W jego barwach zadebiutował 7 stycznia 2001 w spotkaniu z Iraklisem Saloniki (2:1). W sezonie 2007/2008 był najlepszym strzelcem Panioniosu z 14 golami na koncie.
Skuteczna gra w sezonie 2008/2009 zaowocowała transferem Djebboura do AEK Ateny. Suma transakcji wyniosła 2,8 miliona euro. W nowym zespole zawodnik swój debiut zaliczył 14 września 2008 w meczu z PAOK FC (1:1). W sezonie 2008/2009 strzelił 7 goli, a przez kolejne półtora roku – 9 goli.
W 2011 roku Djebbour przeszedł z AEK do Olympiakosu Pireus, w którym zadebiutował 30 stycznia 2011 w meczu z Olympiakosem Wolos (1:0). W 2013 roku został wypożyczony do Sivassporu. Wiosną 2014 grał w Nottingham Forest. W sezonie 2014/2015 był zawodnikiem APOEL FC, a latem 2015 przeszedł do AEK Ateny, 17 maja zdobył Puchar Grecji (2–1 dla AEKu) strzelając przy tym gola na 2–0. W 2016 trafił do Arisu Saloniki.
| Sezon   | Klub              | Kraj    | Rozgrywki                 | Mecze | Bramki |
| ------- | ----------------- | ------- | ------------------------- | ----- | ------ |
| 2003/04 | AJ Auxerre B      | Francja | CFA                       | 8     | 3      |
| 2004/05 | RAA Louviéroise   | Belgia  | Jupiler League            | 21    | 3      |
| 2005/06 | Ethnikos Asteras  | Grecja  | Beta Ethniki              | 16    | 11     |
| 2005/06 | Atromitos Ateny   | Grecja  | Alpha Ethniki             | 12    | 6      |
| 2006/07 | Atromitos Ateny   | Grecja  | Alpha Ethniki             | 2     | 0      |
| 2006/07 | Panionios GSS     | Grecja  | Alpha Ethniki             | 14    | 4      |
| 2007/08 | Panionios GSS     | Grecja  | Alpha Ethniki             | 24    | 14     |
| 2008/09 | AEK Ateny         | Grecja  | Alpha Ethniki             | 23    | 7      |
| 2009/10 | AEK Ateny         | Grecja  | Alpha Ethniki             | 14    | 4      |
| 2010/11 | AEK Ateny         | Grecja  | Alpha Ethniki             | 11    | 5      |
| 2010/11 | Olympiakos SFP    | Grecja  | Alpha Ethniki             | 10    | 7      |
| 2011/12 | Olympiakos SFP    | Grecja  | Alpha Ethniki             | 21    | 12     |
| 2012/13 | Olympiakos SFP    | Grecja  | Alpha Ethniki             | 24    | 20     |
| 2013/14 | Sivasspor         | Turcja  | Süper Lig                 | 10    | 1      |
| 2013/14 | Nottingham Forest | Anglia  | Championship              | 7     | 1      |
| 2014/15 | APOEL FC          | Cypr    | Protathlima A’ Kategorias | 26    | 14     |
| 2015/16 | AEK Ateny         | Grecja  | Superleague Ellada        | 22    | 2      |
| 2016/17 | Aris FC           | Grecja  | Superleague Ellada        | 5     | 0      |

## Kariera reprezentacyjna
W reprezentacji Algierii Djebbour zadebiutował 7 października 2006 roku w wygranym 1:0 meczu eliminacji do Pucharu Narodów Afryki 2008 z Gambią. W 2010 roku z Reprezentacją Algierii wystąpił na Mistrzostwach Świata w RPA, gdzie odpadł na fazie grupowej.